# Das verschwundene Auge
Das verschwundene Auge (russisch Пропавший глаз, Propawschi glas) ist eine Kurzgeschichte des sowjetischen Schriftstellers Michail Bulgakow, die 1926 in den Heften 36 und 37 der Moskauer Zeitschrift Medizinski rabotnik erschien. Der Autor übernahm den Text in seine Sammlung Aufzeichnungen eines jungen Arztes.
Der Ich-Erzähler, ein 24-jähriger Arzt, leitet seit einem Jahr das Dorfkrankenhaus Murjewo. Ihm stehen ein Feldscher und zwei Hebammen zur Seite. Dreißig Werst von der Eisenbahn entfernt, muss er auf kollegialen Rat und Hilfe verzichten. Trotzdem beeindruckt die Bilanz: 15.613 Patienten wurden behandelt. Von den zweihundert auf Station starben nur sechs. Erst im April gelang ihm auf der Brücke im Ufergebüsch eine Entbindung. Die junge Mutter hatte den fünf Werst langen Fußweg bis ins Krankenhaus nicht geschafft. Der Schwiegervater, dieser dumme Geizkragen, hatte das Pferdefuhrwerk nicht herausgerückt. Und dann der Fall des Mannes, dem Wolfsschrot aus kurzer Entfernung die Brust zerfetzt hatte. Nach sechs Wochen konnte der Operierte das Krankenhaus Murjewo verlassen. 
Ein Ereignis wird Anlass zum Rückblick auf die Misserfolge. Gemeint ist die schwere Entbindung der Frau des Dorflehrers in Gristschewo. Das war die zweite „Wendung auf den Fuß“. Dabei hatte der Arzt dem Fötus das Ärmchen gebrochen. Das Kind war zudem tot zur Welt gekommen. Der Doktor kommt sich noch hernach wie ein Verbrecher vor. Das war nicht der einzige Missgriff gewesen. Gewöhnlich zieht der Feldscher dem Patienten den kranken Zahn. Als der Feldscher auswärts war, hatte der Arzt, der das Zähneziehen erlernen wollte, sein Glück versucht. Dabei hatte er einem Soldaten, der nach der Revolution von der zerfallenen Front heimgekehrt war, das Zahnfach ausgebrochen. Und dann die Zangengeburten. Eine war misslungen. Das Kind war mit nur einem Auge zur Welt gekommen. Der Arzt hatte ein Zangenblatt über das Auge gelegt.
Nun, zu Beginn des zweiten Dienstjahres in Murjewo, bringt eine Mutter an einem grauen Oktobermorgen einen einjährigen Jungen. Der hat nur ein Auge. An der Stelle des linken quillt eine gelbe Kugel – so ähnlich wie ein kleiner Apfel. Der hilflose Arzt rätselt insgeheim „Gehirnbruch? Sarkom?“ und will die schauderhafte Schwellung aufschneiden. Die Mutter lässt den Arzt nicht an das vorgestern noch vorhandene linke Auge heran und flüchtet mit ihrem Jungen.
Nach einer Woche erscheint jene junge Frau in eigener Sache erneut in der Sprechstunde, weil sie nicht durchatmen könne. Ihr Junge – wieder mit zwei Augen – ist dabei. Die Erklärung: Eine riesige Eiterblase sei aus dem unteren Lid herausgewachsen und hatte das Auge überdeckt. Der Arzt ist am Anfang seines zweiten Dienstjahres auf weitere Überraschungen gefasst. Er möchte künftig lernen und sich zurückhalten.

## Deutschsprachige Ausgaben
Verwendete Ausgabe:
- Das verschwundene Auge. Aus dem Russischen von Thomas Reschke. S. 73–88 in Ralf Schröder (Hrsg.): Bulgakow. Die rote Krone. Autobiographische Erzählungen und Tagebücher. Volk & Welt, Berlin 1993, ISBN 3-353-00944-2 (= Bd. 5: Gesammelte Werke (13 Bde.))